# Rhododendron mekongense
Rhododendron mekongense är en ljungväxtart som beskrevs av Adrien René Franchet. Rhododendron mekongense ingår i släktet rododendron, och familjen ljungväxter.

## Underarter
Arten delas in i följande underarter:
- R. m. longipilosum
- R. m. melinanthum
- R. m. rubrolineatum